# Love Letter (песня Nick Cave and the Bad Seeds)
Love Letter — сингл австралийской группы Nick Cave and the Bad Seeds из их альбома No More Shall We Part (2001). Эта баллада написана Ником Кейвом и исполнена им (вокал и фортепиано) с бэк-вокалом Кейт и Анны Макгерригл.
Love Letter впервые была выпущена как одна из песен разговорного альбома Ника Кейва The Secret Life of the Love Song (2000). После выхода этой композиции в альбоме No More Shall We Part самой группы Nick Cave and the Bad Seeds журнал Uncut поставил песню на четырнадцатое место в списке лучших песен Ника Кейва. Писатель Джонатан Летем похвалил песню, отметив, что «потрясающая простота» текста «достойна самого Шекспира». В обзоре AllMusic альбома No More Shall We Part Love Letter описывается как «нежно пугающий, населённый призраками дом». Автор Роберт Мигэл описал её как «поразительно прекрасную песню о несчастной любви и разбитом сердце». Музыкант Виктор Крамменчер из группы Camper Van Beethoven охарактеризовал песню Love Letter как «экстраординарную».